# Municipio de Iuka
El municipio de Iuka (en inglés: Iuka Township) es un municipio ubicado en el condado de Marion en el estado estadounidense de Illinois. En el año 2010 tenía una población de 999 habitantes y una densidad poblacional de 10,71 personas por km².

## Geografía
El municipio de Iuka se encuentra ubicado en las coordenadas 38°36′28″N 88°45′18″O / 38.60778, -88.75500. Según la Oficina del Censo de los Estados Unidos, el municipio tiene una superficie total de 93.3 km², de la cual 93,14 km² corresponden a tierra firme y (0,17 %) 0,16 km² es agua.

## Demografía
Según el censo de 2010, había 999 personas residiendo en el municipio de Iuka. La densidad de población era de 10,71 hab./km². De los 999 habitantes, el municipio de Iuka estaba compuesto por el 98 % blancos, el 1,3 % eran afroamericanos, el 0,3 % eran amerindios, el 0,3 % eran asiáticos y el 0,1 % eran de una mezcla de razas. Del total de la población el 0,4 % eran hispanos o latinos de cualquier raza.